# フィーバーおとぎランド
フィーバーおとぎランドは、2002年1月にSANKYOが発売した、様々なおとぎ話に登場するキャラクターが、大当たり図柄になっているパチンコ機のシリーズ名。
CRフィーバーおとぎランドSPとCRフィーバーおとぎランドGPとフィーバーおとぎランドDXの3機種がある。

## 概要
液晶型のデジパチ。メルヘンチックなおとぎ話の世界が舞台となっている。スペック違いのCR機2種と現金機1種がシリーズ機として存在する。

CR機は確変搭載タイプで、現金機は大当たり図柄によって時短回数が異なる時短搭載タイプとなっている。

大当たり図柄に描かれているキャラクターや背景は、大きく「和風」と「洋風」に分かれる。これを「属性」と言い、同じ属性で展開すれば信頼度アップといった具合に、大当たりと密接な関係を持つ点が本機最大の特徴である。

## スペック
- CRフィーバーおとぎランドSP[2]
  - 賞球数 5&12&15
  - 大当たり最高継続 15R（10カウント）
  - 大当たり確率 1/315.5
  - 確変中大当たり確率　1/63.1
  - 確変突入率　1/2
- CRフィーバーおとぎランドGP
  - 賞球数 5&12&15
  - 大当たり最高継続 15R（9カウント）
  - 大当たり確率 1/315.5
  - 確変中大当たり確率　1/63.1
  - 確変突入率　1/2
- フィーバーおとぎランドDX[1]
  - 賞球数 5&10&13
  - 大当たり最高継続 16R（10カウント）
  - 大当たり確率 1/215.5
  - 時短回数

3･7　 150回
1･5･9･太陽　 100回
0･2･4･6･8･月　 50回

## 図柄
確変図柄
- 1 - 一寸法師
- 3 - ゆき姫ちゃん
- 5 - 金太郎
- 7 - 桃太郎
- 9 - 花咲かじいさん
- 太陽 - 赤ずきんちゃん

通常図柄
- 0 - ピノッキー
- 2 - 親指姫
- 4 - 浦島太郎
- 6 - マリス
- 8 - かぐや姫
- 月 - ペーターくん

## 演出
予告アクション
- 鬼吉予告

デジタル変動後、画面に鬼が出現すれば鬼吉予告で、同時に桃太郎と赤鬼&青鬼役モノが作動する。その後、さらに「シビレルー!」という声が聞こえたら激アツである。
- 虹or鬼ヶ島予告

ステージ変化の可能性がある予告。鬼ヶ島予告からはそのまま鬼ヶ島リーチに発展することもある。
- かめ予告

デジタル変動中にカメが横切ればリーチ予告となる。
- うさぎ予告

かめ出現後にさらにうさぎが出現すればリーチが確定する。
- つばめ予告

親指姫を乗せたつばめが出現するリーチ予告。
- 青い鳥予告

青い鳥の群が出現するパターンはスーパーリーチ予告となる。
- 右回転停止

右図柄がグルグル回って停止するとリーチ確定となり、右図柄がスベって停止すれば期待度が大幅にアップする。
- 左右回転停止

左右が回転して停止。発生すればチャンスである。
- 悩殺予告

変動時「うっふ〜ん」という声がしたら期待度が大幅にアップする。
- 看板予告

リーチ時のノーマルパターンの看板よりもゴージャスな看板が出現したらチャンス。スーパーリーチが確定となる。
背景チェンジシステム
虹予告、もしくは鬼ヶ島予告が発生したらステージチェンジとなる。

基本の背景は和風と洋風の2種類あり、和風背景で和風キャラ（桃太郎など）停止でリーチ確定、さらに背景のオブジェの数や種類により信頼度がアップする。

各オブジェにはレベルが1～5まであり、レベル2はリーチ予告、レベル3はスーパーリーチ確定、レベル4は信頼度アップ、レベル5ですべてのオブジェが登場すれば確変確定となる。

リーチアクション
- ノーマルリーチ

全てのリーチの起点となる基本アクション。
- ロングリーチ

背景が白黒になってコマ送りが始まるリーチアクション。
- 魔法の鏡リーチ

魔法使いのまよちゃんが登場して、鏡に映る図柄を変化させていく。
- 夢の夜空リーチ

背景が夜空になり、ペーターくんが登場する。コマ送りで図柄が進んでいくリーチアクション。
- かぐや姫リーチ

背景が満月になり、かぐや姫が竹を斬りながら図柄を進めていくリーチアクション。
- 桃太郎リーチ

おじいさんが桃を叩いて、中から図柄が登場するシーンから始まる。サル･キジ･イヌが登場し、次々に流れてくる桃にアタックをして割りながら図柄を進めていく。
- 魔法の光リーチ

魔法使いのまよちゃんが魔法を放って図柄を変化させていく。
- 鬼ヶ島リーチ

鬼ヶ島予告発生後に発展することがある。鬼が登場したら3ラインのトリプルリーチへと発展する。
- 全回転リーチ

全回転は「チャンス目」から発展する。“太郎”図柄の並び、“姫”図柄の並び、“112”などのズレ目などから全回転に発展することがある。
- 仰天プレミアムアクション

デジタルの回転なしにいきなり大当たりとなる。保留がある場合はハズレ後に突然当たった様に感じる、仰天のプレミアム演出。